# Tatjana Dmitrijewa
Tatjana Aleksandrowna Dmitrijewa z domu Romanowa (ros. Татьяна Александровна Дмитриева; ur. 9 września 1994 w Kazaniu) – rosyjska siatkarka, grająca na pozycji rozgrywającej, reprezentantka kraju.
Jej mężem jest siatkarz Siemion Dmitrijew.

## Sukcesy klubowe
Mistrzostwo Rosji:
- 2015[3]
- 2021
- 2018[4], 2019[5], 2020

## Sukcesy reprezentacyjne
Volley Masters Montreux:
- 2018[6]

Puchar Świata:
- 2019[7]